# Schizma tylawska
Schizma tylawska – potoczne określenie dwóch związanych ze sobą zdarzeń w dziejach Kościoła greckokatolickiego w Polsce okresu międzywojennego.

## Wiec w Tylawie
Jako schizmę tylawską określa się zdarzenie, które miało miejsce 16 listopada 1926 we wsi Tylawa w polskim Beskidzie Niskim. Tego dnia greckokatoliccy parafianie Tylawy i sąsiedniej wsi Trzciana, zebrani na wiecu rzekomo w obecności prawosławnego biskupa Adama (Filipowskiego) ze Stanów Zjednoczonych, zadeklarowali odejście z Kościoła greckokatolickiego i przejście na prawosławie. Niezwłocznie później wierni tylawscy poprosili prawosławnego metropolitę warszawskiego Dionizego o ustanowienie dla nich parochii prawosławnej. Metropolita oddelegował do Tylawy proboszcza parochii we Lwowie hieromnicha Pantelejmona, którego niedługo potem zastąpił ks. Mychajło Iwaśkow. Władze państwowe początkowo odmawiały uznania parochii. Dopiero 26 kwietnia 1928 władze zgodziły się na utworzenie w Tylawie filii prawosławnej parochii lwowskiej.

## Konwersje Łemków na prawosławie

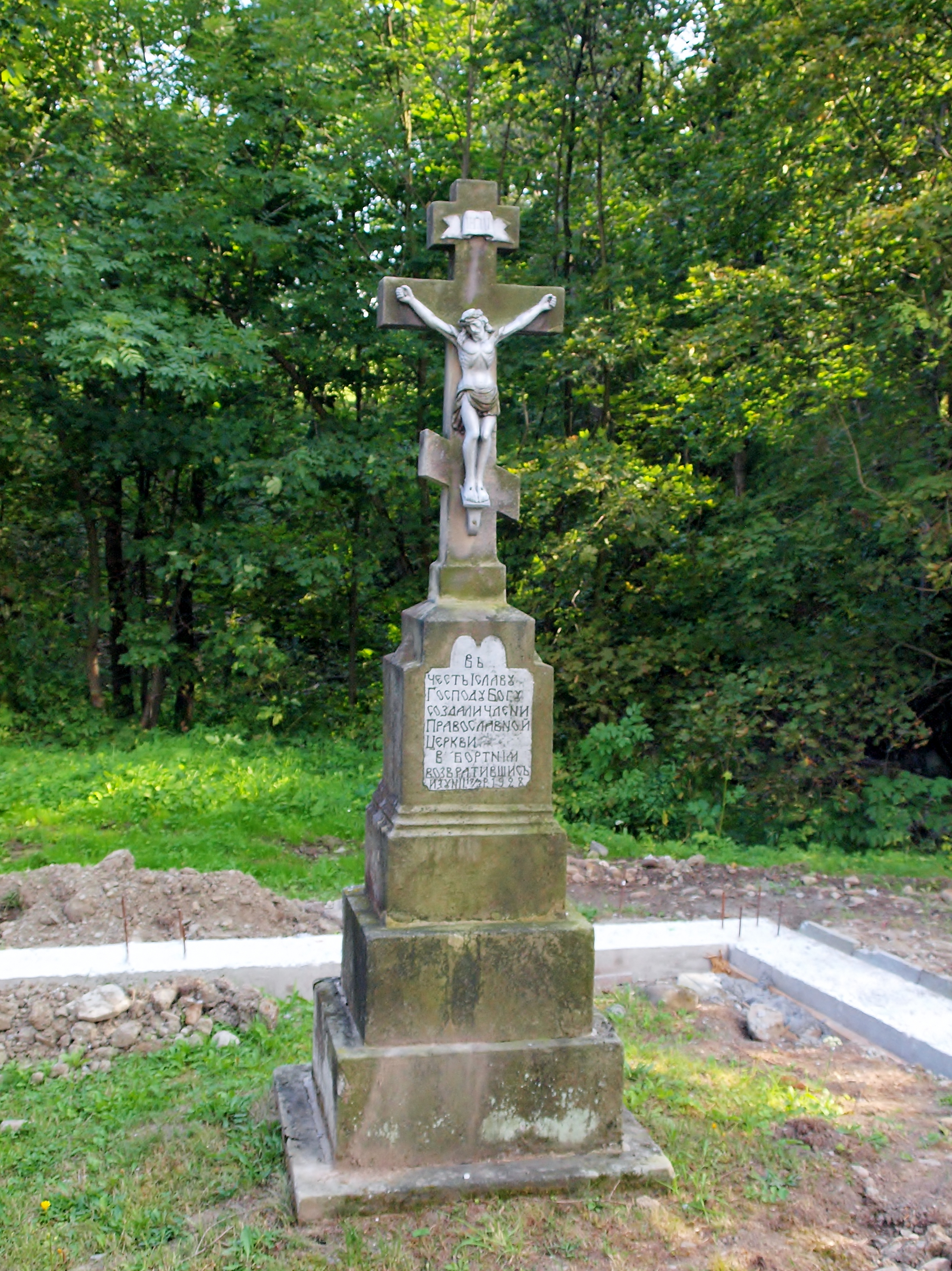
Łemkowski krzyż dziękczynny: „Na cześć i chwałę Panu Bogu. Wykonali członkowie Kościoła prawosławnego w Bartnem, powróciwszy z Unii, 17 marca 1928”

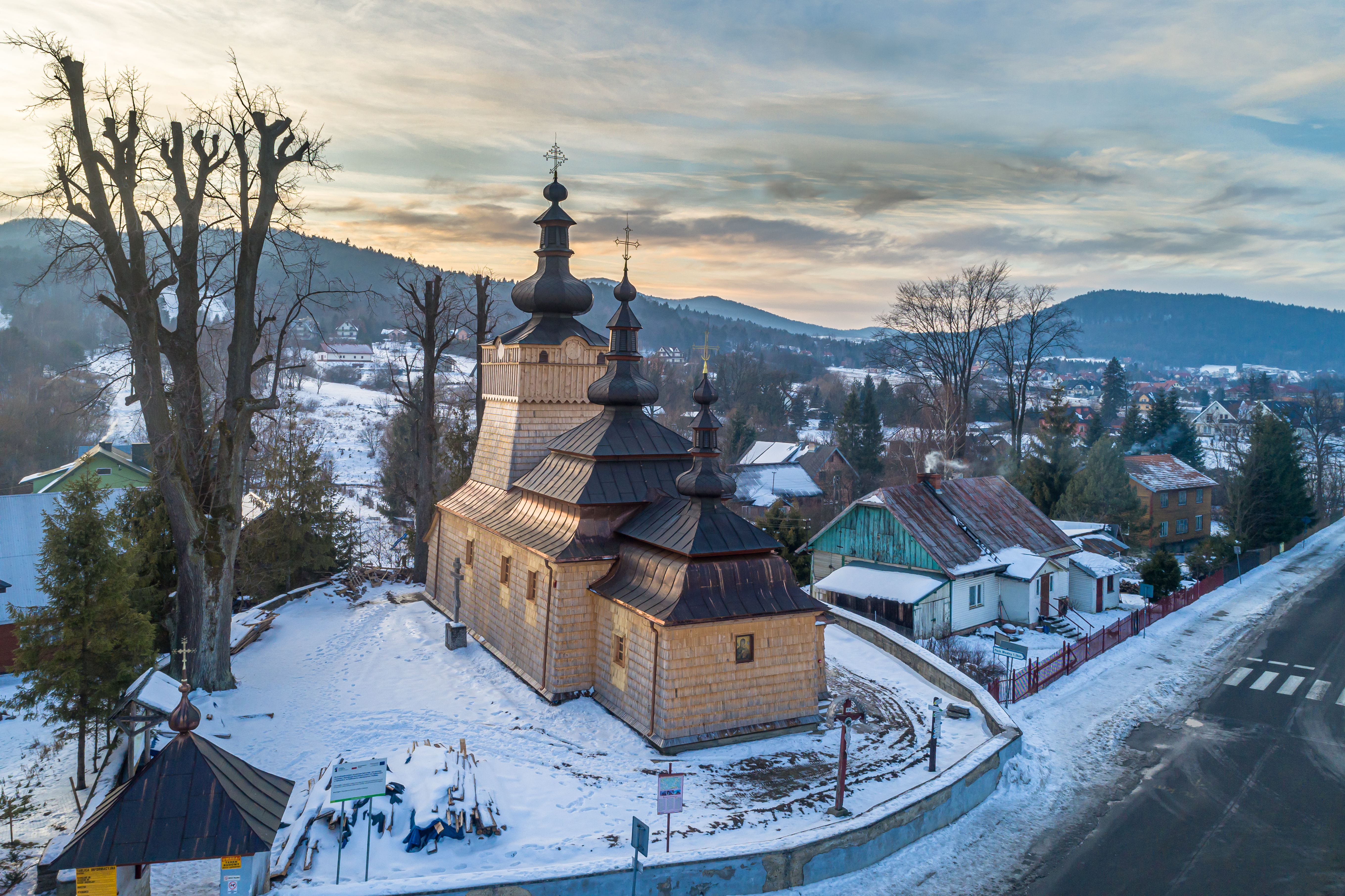
Cerkiew greckokatolicka św. Michała Archanioła w Wysowej, przejęta w 1956 i do dziś funkcjonująca jako prawosławna

Przede wszystkim mianem schizmy tylawskiej określa się całą falę konwersji Łemków na prawosławie w latach 1926–1934. Wiec w Tylawie zapoczątkował bowiem wiele analogicznych wydarzeń w innych wsiach Łemkowszczyzny, przeważnie w zachodniej części Beskidu Niskiego. Na prawosławie przeszły m.in. Bartne, Binczarowa, Bogusza, Ciechania, Czarne, Desznica, Długie, Izby, Królowa Ruska, Lipna, Lipowiec, Milik, Mszana, Piorunka, Polany, Radocyna, Śnietnica, Świątkowa Wielka, Świerzowa Ruska, Trzciana, Tylawa i Wołowiec. Parochie przechodziły na prawosławie przeważnie w całości, niekiedy nawet z parochami, czasem zaś tylko w części. Oczywiście, częściowa konwersja z reguły prowadziła do skłócenia mieszkańców.
Fala konwersji z początku zaskoczyła Polski Autokefaliczny Kościół Prawosławny, jednak metropolita Dionizy niezwłocznie skierował księży do nowo powstałych wspólnot. 31 października 1927 synod polskiej Cerkwi prawosławnej zaplanował powołanie nowego dekanatu z dziewięcioma parafiami. 17 grudnia 1927 we Lwowie odbył się zjazd delegatów gmin przechodzących na prawosławie, który zażądał od władz państwowych uznania tych parafii i przekazania im mienia parochii greckokatolickich. W 1929 ustanowiono w Czarnem Prawosławną Misję Duchowną. Wraz z parochiami w Izbach i Miliku koło Muszyny prowadziła ona działalność misyjną na zachodniej Łemkowszczyźnie. W czerwcu 1932 wizytował nowe parochie Łemkowszczyzny prawosławny biskup krzemieniecki Szymon. Stopniowo w parochiach rozwinęło się normalne życie religijne – organizowano uroczyste nabożeństwa, odpusty, pielgrzymki, bractwa religijne, naukę religii. W 1933 zaprzestano działalności misyjnej – zamiast tego Cerkiew prawosławna zaangażowała się w działalność kulturalno-oświatową wśród Łemków, prowadząc czytelnie, wydając gazety, organizując obchody świąt łemkowskich.
Powstające wspólnoty prawosławne napotykały przeszkody ze strony władz państwowych. Przede wszystkim, mimo wielu zatargów, nie zezwolono im na objęcie dotychczasowych cerkwi greckokatolickich wraz z plebaniami i gospodarstwami rolnymi. Nieruchomości te należały bowiem do Kościoła katolickiego, wobec czego, w myśl konkordatu z 1925, nie mogły być przekazywane przez władze państwowe bez względu na żądania parafian. Powstające w łemkowskich wsiach parochie prawosławne były więc pozbawione zaplecza gospodarczego, a przede wszystkim – świątyń. Dopiero w latach trzydziestych w większości prawosławnych wsi wybudowano nowe cerkwie i kaplice. Akcja ta była opóźniana przez władze, które latami nie wydawały zezwoleń na budowę. Władze państwowe, ogólnie niechętne prawosławiu, odmawiały oficjalnego uznania wspólnot prawosławnych jako parafii. Dopiero w marcu i kwietniu 1928 władze uznały sześć wspólnot za filie parafii prawosławnych we Lwowie (Czarne, Desznica, Mszana, Radocyna i Tylawa) i w Piotrkowie (Bogusza). Uznania nie doczekało się szesnaście dalszych wspólnot.
Fala konwersji zakończyła się w 1934, z powołaniem osobnej jednostki jurysdykcyjnej dla Łemków – Apostolskiej Administracji Łemkowszczyzny. Ocenia się, że na prawosławie przeszło około 50% grekokatolików w powiecie jasielskim, 45% w krośnieńskim, 30% w gorlickim i 20% w nowosądeckim. Razem czyniło to około 18 tysięcy Łemków (według danych Cerkwi greckokatolickiej; według danych Cerkwi prawosławnej – 25 tysięcy, według danych statystyki państwowej – 16 tysięcy) – wobec kilkudziesięciu tysięcy grekokatolików mieszkających na tym terenie w 1921.
Prawosławie okazało się stałym elementem kultury łemkowskiej, który przetrwał nawet II wojnę światową i akcję „Wisła”. W 1983 powstała prawosławna eparchia przemysko-nowosądecka z siedzibą w Sanoku, która na terenie Łemkowszczyzny skupia parochie oraz ich filie w Bartnem, Bielance, Blechnarce, Bodakach, Dziurdziowie, Gładyszowie, Gorlicach, Hańczowej, Komańczy, Koniecznej, Krynicy-Zdroju, Kunkowej, Kwiatoniu, Leszczynach, Morochowie, Pielgrzymce, Regietowie, Rozdzielu, Szczawnem, Turzańsku, Tylawie, Wołowcu, Wysowej-Zdroju, Zdyni i Zyndranowej. Na Łemkowszczyźnie działa też męski monaster (w Wysowej-Zdroju). Na Górze Jawor celebrowane są prawosławne nabożeństwa, na które przybywają pielgrzymki z Polski i ze Słowacji (planowana jest tam budowa prawosławnej cerkwi-sanktuarium).

## Przyczyny schizmy tylawskiej
Bezpośrednią przyczyną konwersji był z reguły sprzeciw wiernych wobec zmian w liturgii, wprowadzanych wówczas w Cerkwi greckokatolickiej – najważniejsze okazało się, że zaniechano podczas nabożeństw określania wiary greckokatolickiej jako prawosławnej (modlitwa za „was, prawosławnych chrześcijan”), a poza tym upowszechniano kult św. Jozafata Kuncewicza, uważanego przez Łemków za prześladowcę prawosławia. Poza tym do konwersji dość często prowadziły konflikty wiernych z księżmi, przede wszystkim młodego pokolenia, którzy traktowali Łemków pogardliwie, a przede wszystkim pobierali wygórowane wynagrodzenia za czynności kapłańskie. Źle była odbierana również ukrainofilska agitacja prowadzona przez wielu młodych księży.
Fakty te należy jednak widzieć na szerszym tle. Łemkowszczyzna w okresie międzywojennym należała pod względem kościelnym do ukraińskiej Cerkwi greckokatolickiej, w której, na fali nacjonalizmu ukraińskiego, narosły tendencje ukrainizacyjne; w ich ramach dążono przede wszystkim do podkreślenia odrębności Cerkwi ukraińskiej od prawosławnej Cerkwi Rosyjskiej. Temu miały służyć między innymi zmiany w liturgii (które – wbrew pozorom – nie stanowiły prostej latynizacji Cerkwi greckokatolickiej). O ile na ziemiach ukraińskich reformy w tym kierunku spotkały się z powszechnym poparciem, to wśród Łemków wywołały sprzeciw. Łemkowie nie potrzebowali ukrainizacji swej Cerkwi – przeciwnie, chcieli jej zachowania w dotychczasowej, czystej postaci, bez ukrainizujących nowinek, wprowadzanych przez biskupów rezydujących daleko na wschodzie. W tej sytuacji porzucenie Cerkwi greckokatolickiej i konwersja na prawosławie oznaczały dla Łemków zachowanie tożsamości poprzez zbliżenie do Rosji, z którą czuli wspólnotę (Święta Ruś).
Mechanizm ten został dość szybko rozpoznany przez polskie władze państwowe, łemkowską część hierarchii greckokatolickiej i Stolicę Apostolską. Po konsultacjach warszawskiej nuncjatury z rusofilskimi kręgami działaczy łemkowskich w 1934 z ukraińskiej Cerkwi greckokatolickiej wydzielono jednostkę jurysdykcyjną przeznaczoną wyłącznie dla Łemków – Administrację Apostolską Łemkowszczyzny, podporządkowaną bezpośrednio Stolicy Apostolskiej. Duchownych tej jednostki prowadzących ukraińską działalność narodową przeniesiono, zastępując ich duchownymi o orientacji rusińskiej bądź moskalofilskiej. Te posunięcia spowodowały ustanie presji ukrainizacyjnej, a w konsekwencji – koniec fali konwersji.
Schizmę tylawską lat 1926–1934 poprzedzały podobne wydarzenia lat 1911–1915. Wtedy również doszło wśród łemkowskich grekokatolików do masowych konwersji na prawosławie, acz na mniejszą skalę. Jak się wydaje, do tej samej kategorii należy zaliczyć konwersję na prawosławie wielu parafii rusińskiej cerkwi greckokatolickiej w USA, do której doszło na przełomie XIX i XX wieku. Była ona następstwem oporu amerykańskich Rusinów wobec latynizacji ich Cerkwi, dokonywanej przez amerykańskich biskupów rzymskokatolickich.